# ОШ „Иво Лола Рибар” Нови Сад
ОШ „Иво Лола Рибар” једна је од најстаријих основних школа у Новом Саду. Налази се у улици Краљевића Марка 2а. Назив је добила по Иви Лола Рибару, правнику и револуционару, једном од организатора и предводника омладинског и студентског револуционарног покрета у Југославији, као и организатору омладинског антифашистичког покрета у току Народноослободилачког рата, секретару ЦК СКОЈ-а и председнику УСАОЈ-а и народном хероју Југославије. 

## Историјат
Према писаним документима који се налазе у Матици српској, на данашњој локацији је Основна школа „Иво Лола Рибар” основана 1809. године као филијала Српске народне школе. Налази се у непосредној близини два булевара, главних саобраћајница које школу директно повезују са удаљеним, урбаним деловима града као што су Бистрица, Лиман и Петроварадин. У близини је центра града и градских институција и институција културе где се одвијају разне културне и спортске манифестације чији садржаји се преносе у васпитно-образовни рад са децом. Зграда школе је сачињена од два крила, налази се на раскрсници две улице, има један главни и један споредни улаз у зграду, а школско двориште се налази унутар зграде тако да је доступно само кроз школски хол чиме се повећава безбедност свих ученика. Настава се реализује у две смене, а продужени боравак је организован за ученике нижих разреда. Његове услуге користи око 25% ученика, а радно време је 6—17 часова. Реализовали су пројекте „Математика у корелацији и љубави са…”, „Математика кроз стрип и карикатуру март 2022”, „Можемо боље и више”, „Програмерска решења задатака математике и физике” и „Мала школа хемије и технологије”.